# Nachrodt-Wiblingwerde
Nachrodt-Wiblingwerde – miejscowość i gmina w zachodnich Niemczech, w kraju związkowym Nadrenia Północna-Westfalia, w rejencji Arnsberg, w powiecie Märkischer Kreis.